# Lichenopeltella alpestris
Lichenopeltella alpestris är en lavart som först beskrevs av Pier Andrea Saccardo, och fick sitt nu gällande namn av P.M. Kirk & Minter 2007. Lichenopeltella alpestris ingår i släktet Lichenopeltella och familjen Microthyriaceae.   Inga underarter finns listade i Catalogue of Life.
I den svenska databasen Dyntaxa används istället namnet Trichothyrina alpestris för samma taxon.  Arten är reproducerande i Sverige.